# NGC 6136
NGC 6136 (другие обозначения — MCG 9-27-19, ZWG 276.10, PGC 57892) — спиральная галактика (Sc) в созвездии Дракон.
Этот объект входит в число перечисленных в оригинальной редакции «Нового общего каталога».